# John Jude Palencar
John Jude Palencar, né  à Fairview Park dans l'état de l'Ohio en 1957) est un illustrateur américain de fantasy et de science-fiction, ainsi qu’un artiste d’horreur.

## Biographie
Dès son plus jeune âge il commence à dessiner et il dessine plusieurs portraits de sa mère Julianna Jude.
Il commença à faire de sa passion un métier à 19 ans en dessinant la couverture du livre anglais When I see you.
Il a illustré les couvertures des quatre volumes du cycle de L'Héritage, à savoir Eragon, L'Aîné, Brisingr et L'Héritage, où sont représentés respectivement Saphira, Thorn, Glaedr et Firnen.
Il est également l'auteur des illustrations du livre lié à la chasse au trésor créée en 1982 par Byron Preiss et intitulé The Secret.